# Музей американских индейцев Уилрайт
Музей американских индейцев Уилрайт (англ. Wheelwright Museum of the American Indian) — художественный музей в Санта-Фе, США, посвященный искусству коренных американцев.

## История
Музей был основан в 1937 году антропологом Мэри Кэбот Уилрайт и Хостином Кла — певцом и знахарем навахо, которые познакомились в 1921 году и стали хорошими друзьями.

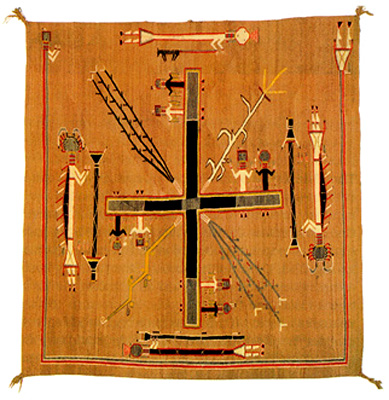
Одна из работ Хостина Кла

Они решили создать историю ритуальных знаний Кла и других певцов его народа. Кла диктовал, а Уилрайт записывала историю создания навахо и другие легенды, которые составляют основу религии навахо. Кла, к тому же, был ткачом, и создавал большие гобелены. К началу 1930-х годов Уилрайт и Кла решили, для реализации их целей необходим музей. По их мнению, это не должно было быть просто хранилищем звукозаписей, рукописей, картин и гобеленов. Музей должен представить публике возможность ощутить красоту, достоинство и глубокую логику религии навахо. Выбранный ими архитектор — Уильям Пенхаллоу Хендерсон, спроектировал здание музея на основе хогана — традиционном жилище навахо и месте проведения их церемоний.
Хостин Кла благословил землю, на которой строился музей, но умер за несколько месяцев до его создания. Традиционное благословение навахо созданного музея было проведено певцом по имени Big Man в ноябре 1937 года, где присутствовали многие родственники Кла. Первыми названиями музея были: Дом молитвы навахо (Navajo House of Prayer) и Дом религии навахо (House of Navajo Religion), но вскоре после того, как он открылся для публики, его официальное название стало Музей церемониального искусства навахо (Museum of Navajo Ceremonial Art).
В 1977 году музей изменил свое название на ныне существующее, хотя он больше не занимается активным изучением религии навахо, музей поддерживает растущие всемирно известные коллекции, документирующие искусство и культуру навахо с 1850 года по настоящее время. Также в музее проходят сменные выставки традиционного и современного искусства навахо и других индейских народов. В 2014 году Музей американских индейцев Уилрайт был значительно расширен за счет создания постоянной художественной галереей, созданной компанией Luchini Trujillo Structural Engineers.